# Distretto storico

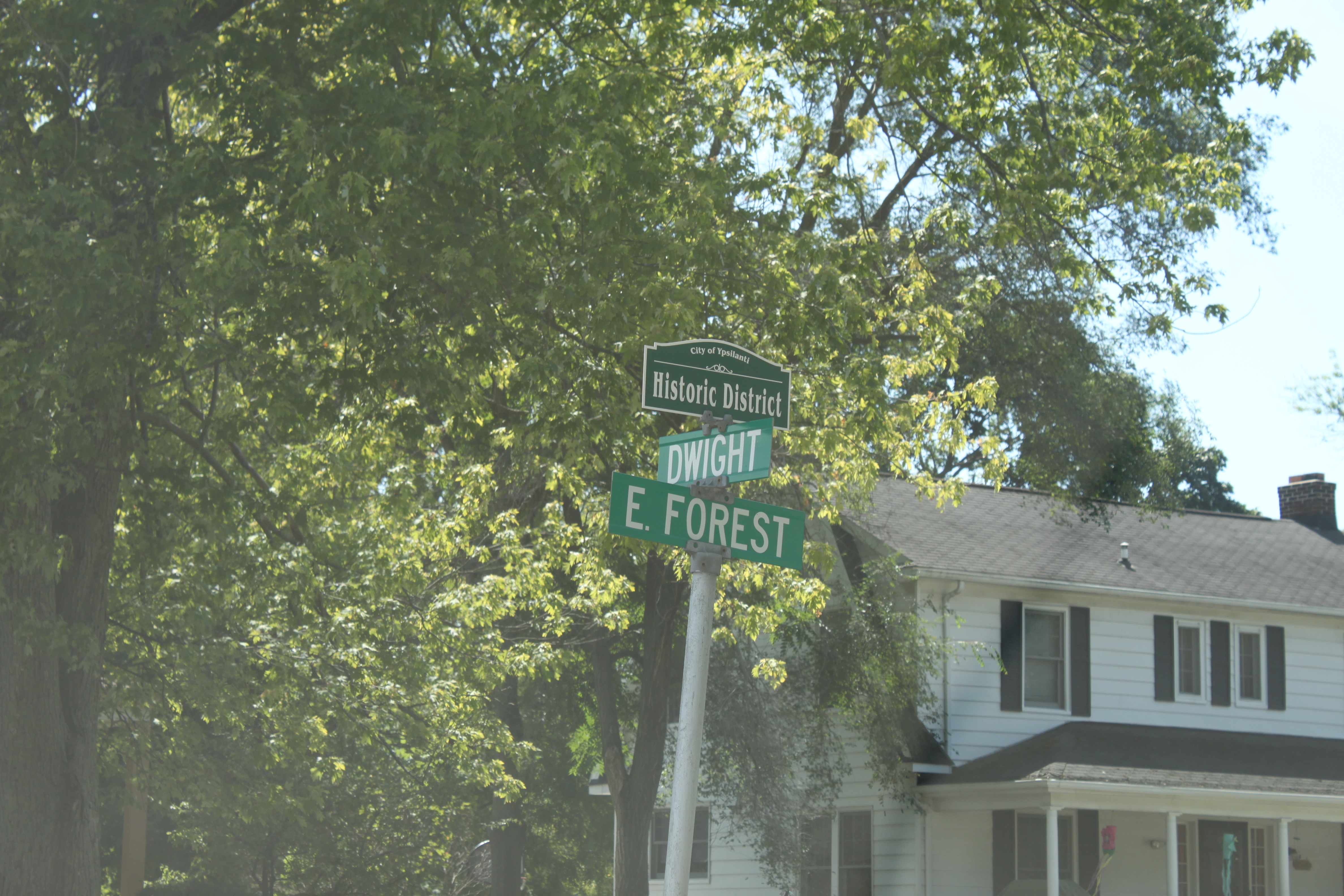
Segnale stradale del distretto storico a Ypsilanti in Michigan

Un distretto storico o distretto del patrimonio è una sezione di una città che contiene gli edifici più antichi considerati preziosi per ragioni storiche o architettoniche. In alcuni paesi o giurisdizioni, i distretti storici ricevono protezione legale da alcune categorie di agenzie immobiliari che vengono ritenute inappropriate.
I distretti potrebbero essere anche centri cittadini. Potrebbero essere adiacenti a un distretto commerciale, amministrativo o artistico, o separati da quest'ultimi. I distretti storici, talvolta chiamati anche quartieri storici, sono spesso parte di un contesto urbano più ampio, ma possono anche essere parte di o intere cittadine, o zone rurali con proprietà storiche legate all'agricoltura, o persino serie fisicamente non connesse di strutture correlate in tutta la regione.

## Canada
In Canada, tali distretti vengono chiamati "distretti di conservazione del patrimonio" o "aree di conservazione del patrimonio" (in francese "arrondissements historiques", "secteurs de conservation du patrimoine" or "districts de conservation du patrimoine") e sono regolati dalla legislazione provinciale.

## Stati Uniti
Molte giurisdizioni degli Stati Uniti usufruiscono di una propria legislazione che identifica e fornisce protezione ai distretti storici designati.

## Regno Unito
Nel Regno Unito non viene utilizzato il termine "distretto storico". Le zone urbane equivalenti sono note come aree di conservazione.

## Iran
L'organizzazione iraniana per il patrimonio e il turismo ha nominato e selezionato diverse città per i loro preziosi monumenti e distretti storici. Baft-e Tarikhi (in persiano بافت تاریخی‎, struttura storica) è il nome con cui vengono etichettate tali aree. Na'in, Esfahan e Yazd sono esempi di città iraniane aventi quartieri storici.